# Бруксайд (Новая Шотландия)
Бруксайд (англ. Brookside) — сельская община, расположенная в центральной части канадского полуострова Чебукто. Административно расположена в районном муниципалитете Галифакс, Новая Шотландия.

## История
Община берёт своё начало в 1787 году, когда семьи Драйсдейл (англ. Drysdale), Паркер (англ. Parker) и Николс (англ. Nicols) получили общий земельный надел площадью в 1550 акров возле озера Мак-Грат (англ. McGrath Lake). В конце 1880-х в общину переезжает В. Д. Йидон (англ. W. D. Yeadon), чьё имя (предположительно) носит один из местных парков.

## География
Находится в 15 километрах к юго-западу от Галифакса. Относится к избирательному округу Галифакс Вест. Бруксайд граничит с двумя общинами: Уайтс-Лейк (англ. White Lakes) на западе и Хатчет-Лейк (англ. Hatchet Lake) на севере, востоке и юге. В административные границы общины включены ряд водных объектов, некоторые из которых имеют названия: это озёра Мак-Грат, Лун (англ. Lake Loon) и Сикрет (англ. Secret Lake).

## Население
По данным переписи 2016 года в общине проживал 1441 человек, показав сокращение на 1,2% по сравнению с 2011 годом. Плотность населения составила 512,1 чел./км². Средний возраст населения составил 41,7 год. Женщин и мужчин в общине проживало практически равное количество (720 первых и 715 вторых). 170 человек указали, что владеют сразу двумя официальными языками. 35 человек указали в качестве родного ни один из официальных языков. 15 человек указали, что не являются гражданами Канады.

## Внешние ссылки
- Сайт районного муниципалитета Галифакс
- Сайт сообщества домовладельцев Бруксайда